# Fannia nigra
Fannia nigra är en tvåvingeart som beskrevs av Malloch 1910. Fannia nigra ingår i släktet Fannia och familjen takdansflugor. Arten är reproducerande i Sverige. Inga underarter finns listade i Catalogue of Life.